# Proradema furcatella
Proradema furcatella är en nattsländeart som beskrevs av Wolfram Mey 1993. Proradema furcatella ingår i släktet Proradema och familjen Apataniidae. Inga underarter finns listade i Catalogue of Life.